# Cecilia Nilsson (friidrottare)
Ingrid Cecilia Nilsson, född 22 juni 1979 i Borås, är en svensk friidrottare och tyngdlyftare med elva (t.o.m. 2010) SM-vinster och 22 svenska rekordnoteringar i släggkastning (t.o.m. 2008). 2012 satte hon nytt svenskt rekord i stöt. Hon jobbar som sportchef och tävlar för Råby-Rekarne FIF i Eskilstuna och tränas av Kim Johansson. Hon utsågs år 2001 till Stor grabb/tjej nummer 458.

## Meriter

### Slägga
- 1996
  - JSM-silver
  - Svenskt juniorrekord
- 1997
  - SM-silver[2]
  - Final i junior-EM
- 1998
  - SM-guld[2]
  - JSM-guld
  - Guld i Nordiska mästerskapen
  - 12:a i JVM
  - Svenskt rekord
- 1999
  - SM-guld[2]
  - JSM-guld
  - Silver i Nordiska mästerskapen
  - 8:a i JEM
  - Svenskt rekord
- 2000
  - SM-guld[2]
  - JSM-guld
  - Guld i Nordiska mästerskapen
  - 2:a i Finnkampen
  - Svenskt rekord
- 2001
  - SM-guld[2]
  - JSM-guld
  - brons U23-EM[1]
  - 1:a i Finnkampen
  - 22:a i VM[18]
  - Svenskt rekord
- 2002
  - SM-guld[2]
  - 15:e plats i EM[19]
  - 1:a i Finnkampen
  - Svenskt rekord
- 2003
  - SM-guld[2]
  - 33:a i VM[20]
  - 3:a i Finnkampen
- 2004
  - SM-guld[2]
  - 1:a i Finnkampen
  - Svenskt rekord
- 2005
  - SM-silver[2]
  - 28:a i VM[21]
  - 1:a i Finnkampen
  - Svenskt rekord
- 2006
  - SM-guld[3]
  - 16:e plats i EM[22]
  - 1:a i Finnkampen
  - Svenskt rekord
- 2007
  - SM-guld[4]
  - Utslagen i kvalet i VM[23]
  - 1:a i Finnkampen
- 2008
  - Svenskt rekord
- 2009
  - SM-guld[5]
  - Utslagen i kvalet i VM[24]
  - 2:a i Finnkampen
- 2010
  - SM-guld[6]
  - 1:a i Finnkampen
- 2011
  - SM-brons[7]
- 2012
  - SM-silver[8]

### Kulstötning
- 1994
  - USM-silver
- 1995
  - USM-silver
  - Svenskt ungdomsrekord
- 1996
  - JSM-silver
- 1997
  - JSM-guld
- 1998
  - JSM-guld
  - Silver i Nordiska mästerskapen
- 1999
  - JSM-brons
  - Silver i Nordiska mästerskapen
- 2000
  - JSM-guld
  - Brons i Nordiska mästerskapen

### Övriga grenar
- 1994
  - USM-guld i mångkamp
- 1995
  - USM-guld i mångkamp
  - USM-silver på 60 meter häck
  - USM-guld på 4×100 meter
  - Svenskt ungdomsrekord på 4×100 meter
- 2002
  - ISM-silver i viktkastning[9]
- 2004
  - ISM-guld i viktkastning[10]
- 2005
  - ISM-guld i viktkastning[11]
- 2007
  - ISM-silver i viktkastning[12]
- 2011
  - ISM-silver i viktkastning[13]

## Personliga rekord
| Utomhus - Kula – 14,48 (Karlskrona 16 augusti 1998) - Kula – 14,45 (Västerås 18 juni 1998) - Slägga – 69,09 (Halle, Tyskland 24 maj 2008) | Inomhus - Kula – 14,82 (Malmö 27 februari 1999) - Kula – 14,72 (Sätra 13 februari 1999) - Viktkastning – 20,42 (Malmö 12 februari 2005) |

### Fotnoter
1. 1 2  ”European Athletics U23 Championships - Amsterdam 2001” (på engelska). european-athletics.org. http://www.european-athletics.org/competitions/european-athletics-u23-championships/history/year=2001/results/index.html. Läst 25 oktober 2017.
2. 1 2 3 4 5 6 7 8 9 10 11 12 13 14 15 16 17 18  Wiger 2006, s. 232.
3. 1 2  ”Stora SM 2006, dag 3”. turebergfriidrott.se. http://turebergfriidrott.se/statistik/SM2006/2006_ressond.htm. Läst 19 april 2013.
4. 1 2  ”Stora SM 2007”. trackandfield.se. Arkiverad från originalet den 4 maj 2013. https://archive.is/20130504152109/http://www.proteamonline.se/storage/customers/978/editor/resultat%20sm%20i%20friidrott%202007.html. Läst 19 april 2013.
5. 1 2  ”Stora SM 2009”. Arkiverad från originalet den 13 december 2009. https://web.archive.org/web/20091213202749/http://88.131.109.176/folksam/sm09/resultat.php. Läst 23 april 2013.
6. 1 2  ”Stora SM 2010, dag 4”. trackandfield.se. Arkiverad från originalet den 27 september 2013. https://web.archive.org/web/20130927090733/http://www.trackandfield.se/resultat/2010/100822.htm. Läst 2 september 2013.
7. 1 2  ”Stora SM 2011, dag 4” (htm). trackandfield.se. http://www.trackandfield.se/resultat/2011/110814.htm. Läst 17 april 2013.
8. 1 2  ”Stora SM 2012, dag 3”. swedishtiming.se. Arkiverad från originalet den 15 december 2012. https://web.archive.org/web/20121215070334/http://www.swedishtiming.se/resultat/120826.htm. Läst 16 april 2013.
9. 1 2  ”Stora inne-SM 2002, resultat” (htm). Arkiverad från originalet den 13 december 2002. https://web.archive.org/web/20021213092936/http://m1.406.telia.com/~u40606160/ResultatISM.htm. Läst 14 april 2015.
10. 1 2  ”Stora inne-SM 2004, resultat” (htm). idrottonline.se. Arkiverad från originalet den 23 november 2015. https://web.archive.org/web/20151123030953/http://iof2.idrottonline.se/ImageVaultFiles/id_16756/cf_78/040222ism.HTM. Läst 21 april 2015.
11. 1 2  ”Stora inne-SM 2005, resultat” (pdf). mai.se. Arkiverad från originalet den 21 februari 2006. https://web.archive.org/web/20060221095925/http://www.mai.se/resultat/resultatlista-ism.2005.pdf. Läst 12 april 2015.
12. 1 2  ”Stora inne-SM 2007, resultat” (htm). idrottonline.se. Arkiverad från originalet den 11 april 2015. https://web.archive.org/web/20150411214031/http://iof2.idrottonline.se/ImageVaultFiles/id_16670/cf_78/070225ism.HTM. Läst 12 april 2015.
13. 1 2  ”Stora inne-SM 2011 dag 1, resultat”. trackandfield.se. http://www.trackandfield.se/resultat/2011/110226.htm. Läst 19 juli 2012.
14. 1 2 3 4 5  ”Personsida på AllAthletics” (på engelska). all-athletics.com. Arkiverad från originalet den 22 november 2015. https://web.archive.org/web/20151122055704/http://www.all-athletics.com/node/148636. Läst 26 oktober 2016.
15. ↑  Nytt svenskt rekord i tyngdlyftning
16. ↑  ”Stora grabbars märke”. friidrott.se. Arkiverad från originalet den 31 mars 2016. https://web.archive.org/web/20160331202525/http://www.friidrott.se/historik/storagrabbar.aspx. Läst 26 oktober 2016.
17. ↑  ”Stora Grabbar personpresentation”. storagrabbar.se. http://www.storagrabbar.se/grabbar_9.html. Läst 26 oktober 2016.
18. ↑  ”Hammer Throw Women 8th IAAF World Championships Edmonton (Commonwealth Stadium), Canada 03 Aug 2001 - 12 Aug 2001” (på engelska). iaaf.org. https://www.iaaf.org/competitions/iaaf-world-championships/8th-iaaf-world-championships-2639/results/women/hammer-throw/qualification/result. Läst 19 januari 2017.
19. ↑  ”European Athletics Championships - München 2002” (på engelska). european-athletics.org. http://www.european-athletics.org/competitions/european-athletics-championships/history/year=2002/results/index.html. Läst 18 augusti 2017.
20. ↑  ”Hammer Throw Women - 9th IAAF World Championships In Athletics Paris Saint-Denis (Stade de France), France 23 Aug 2003 - 31 Aug 2003” (på engelska). iaaf.org. https://www.iaaf.org/competitions/iaaf-world-championships/9th-iaaf-world-championships-in-athletics-2962/results/women/hammer-throw/qualification/result. Läst 19 januari 2017.
21. ↑  ”Hammer Throw Women - 10th IAAF World Championships In Athletics Helsinki (Olympic Stadium), Finland 06 Aug 2005 - 14 Aug 2005” (på engelska). iaaf.org. https://www.iaaf.org/competitions/iaaf-world-championships/10th-iaaf-world-championships-in-athletics-3365/results/women/hammer-throw/qualification/result. Läst 13 januari 2017.
22. ↑  ”European Athletics Championships - Göteborg 2006” (på engelska). european-athletics.org. http://www.european-athletics.org/competitions/european-athletics-championships/history/year=2006/results/index.html. Läst 9 augusti 2017.
23. ↑  ”Hammer Throw Women - 11th IAAF World Championships In Athletics Osaka (Nagai Stadium), Japan 25 Aug 2007 - 2 Sep 2007” (på engelska). iaaf.org. https://www.iaaf.org/competitions/iaaf-world-championships/11th-iaaf-world-championships-in-athletics-3653/results/women/hammer-throw/qualification/result. Läst 13 januari 2017.
24. ↑  ”Hammer Throw Women - 12th IAAF World Championships In Athletics Berlin (Olympiastadion), Germany 15 Aug 2009 - 23 Aug 2009” (på engelska). iaaf.org. https://www.iaaf.org/competitions/iaaf-world-championships/12th-iaaf-world-championships-in-athletics-3658/results/women/hammer-throw/qualification/series. Läst 12 januari 2017.
25. 1 2 3 4  ”Personsida på European Athletics' webbplats” (på engelska). european-athletics.org. http://www.european-athletics.org/athletes/group=n/athlete=133660-nilsson-cecilia/index.html. Läst 26 oktober 2016.
26. ↑  ”Personsida hos IAAF” (på engelska). iaaf.org. https://www.iaaf.org/athletes/sweden/cecilia-nilsson-134729. Läst 26 oktober 2016.